# Craugastor saltator
Craugastor saltator é uma espécie de anfíbio anuro da família Craugastoridae. Está presente no México.